# S.R. Nathan

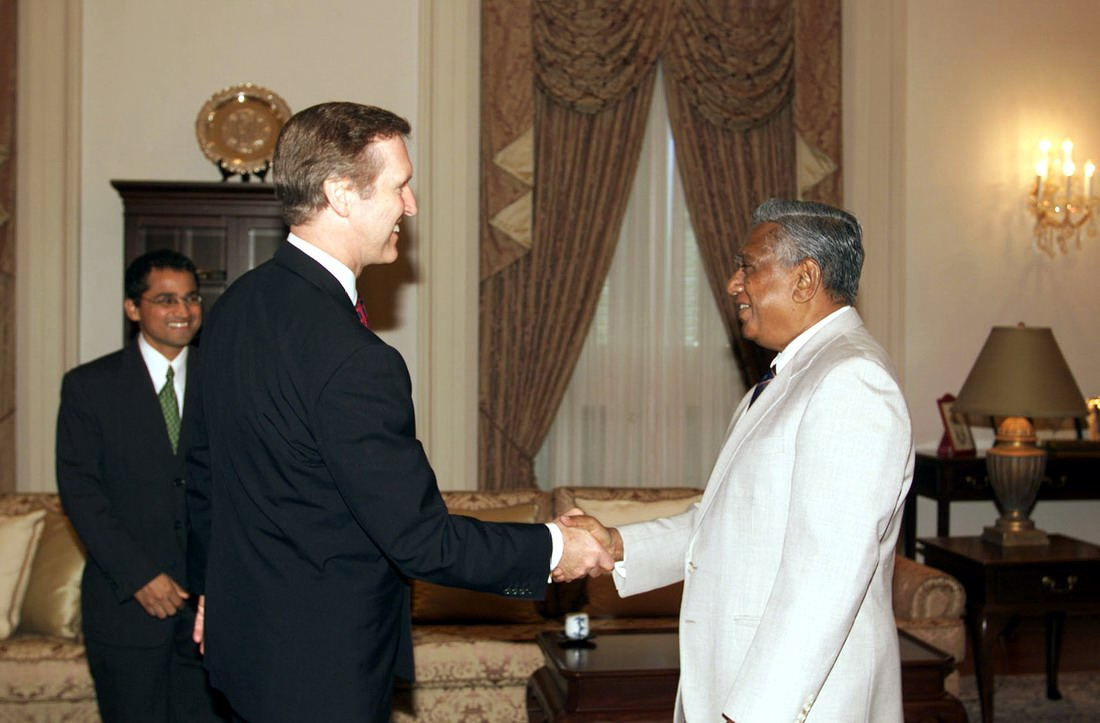
S.R. Nathan z Williamem Cohenem, amerykańskim sekretarzem obrony

S.R. Nathan, właśc. Sellapan Rama Nathan, również Sellapan Ramanathan (ur. 3 lipca 1924 w Singapurze; zm. 22 sierpnia 2016 tamże) – singapurski urzędnik, menadżer, dyplomata i polityk, 6. prezydent Singapuru w latach 1999–2011.

## Życiorys

### Młodość
Urodził się 3 lipca 1924 w Singapurze w rodzinie tamilskiej. Przez pewien czas jego rodzina mieszkała w Muar w stanie Johor, by w latach 30. powrócić do Singapuru.
Uczył się w angielsko-chińskiej szkole podstawowej oraz ponadpodstawowej, a następnie w kolejnych szkołach: Rangoon Road Afternoon School i Victoria School. Naukę przerwała mu wojna; w czasie japońskiej okupacji dość szybko nauczył się japońskiego i pracował jako tłumacz. Doświadczenia wojenne sprawiły, że obudził się w nim duch antykolonialny i patriotyczny.
Po wojnie, cały czas pracując, zdobył średnie wykształcenie, a następnie studiował nauki społeczne na Malaya University w Singapurze, które zakończył z wyróżnieniem w 1954.

### Kariera zawodowa
Od 1955 rozpoczął pracę w administracji rządowej. Przez krótki czas pracował w związkach zawodowych, a od 1966 w Ministerstwie Spraw Zagranicznych Singapuru. W latach 1971–1979 sprawował różne funkcje, najpierw w Ministerstwie Obrony, a następnie w Ministerstwie Spraw Wewnętrznych, by ostatecznie ponownie wrócić do MSZ. Od lat 70. łączył pracę w administracji rządowej z zasiadaniem w zarządach i radach nadzorczych kilku przedsiębiorstw. W latach 1973–1986 był prezesem Mitsubishi Singapore Heavy Industries (Pte) Ltd., spółki córki koncernu Mitsubishi. Od 1980 do 1988 był dyrektorem Singapore National Oil Company, zaś w latach 1982–1988 dyrektorem wykonawczym Straits Times Press. Był także założycielem Singapore Indian Development Association (SINDA).
W latach 1983–1988 przewodniczył Hindu Endowments Board, ciału doradczemu singapurskiego rządu, od 1988 do 1990 był wysokim komisarzem brytyjskiej Wspólnoty Narodów w Malezji, zaś w latach 1990–1996 był ambasadorem Singapuru w Stanach Zjednoczonych.
Od 1996 do 1999 był pro-kanclerzem Narodowego Uniwersytetu Singapuru oraz dyrektorem Instytutu Studiów Strategicznych Uniwersytetu Technologicznego Nanyang.

### Prezydent Singapuru
Na urząd prezydenta Singapuru S.R. Nathan wybrany został 18 sierpnia 1999 roku, 1 września zastąpił na tym stanowisku Ong Teng Cheonga. Stanowisko zajmował przez dwie 6-letnie kadencje, do 1 września 2011, a jego następcą został Tony Tan Keng Yam.

### Po prezydenturze
W 2013, z rąk premiera Lee Hsien Loonga otrzymał najwyższe singapurskie odznaczenie Darjah Utama Temasek.
Zmarł 22 sierpnia 2016 w singapurskim szpitalu w następstwie doznanego 3 tygodnie wcześniej wylewu krwi do mózgu.

## Nagrody i odznaczenia

### Ordery
Niektóre ordery otrzymane przez Nathana
- Pingat Jasa Gemilang (Singapur, 1974)[2][8]
- Order Al Chalifa I klasy (Bahrajn, 2010) – pierwszej klasy
- Darjah Utama Temasek[9] (Singapur, 2013) – pierwszej klasy[3]

### Inne
- Doctor honoris causa University of Mauritius, (Mauritius, 2011)[4]

## Życie prywatne
S.R. Nathan był hinduistą. Ożenił się z Urmilą Nandey. Miał syna Ositha, córkę Juthikę i troje wnuków.